# Plaques de matrícula de l'Azerbaidjan

Disseny de la matrícula.

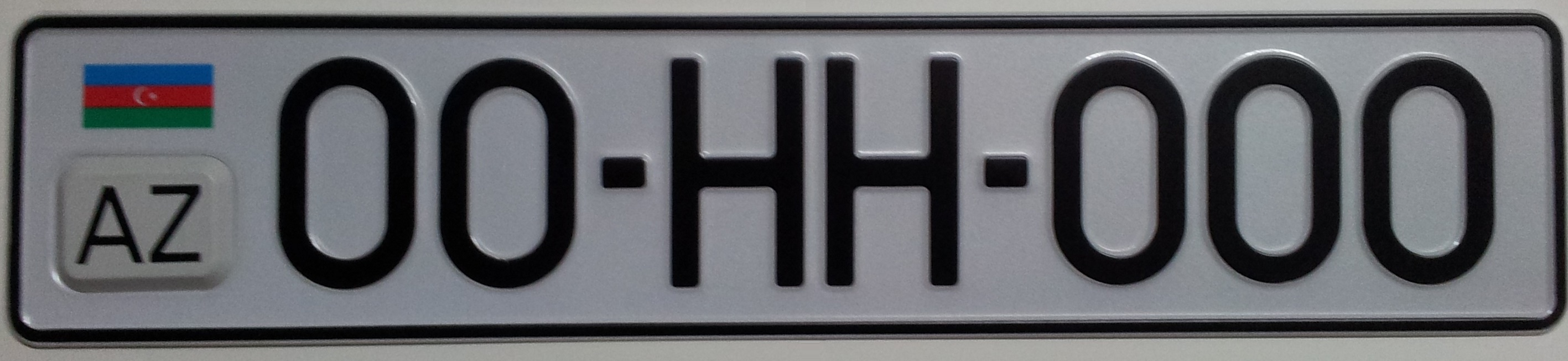
Model que incorpora el xip RFiD TAG.

Les plaques de matrícula dels vehicles de l'Azerbaidjan es componen generalment de dues xifres (que identifiquen el departament de registre del vehicle), dues lletres i tres xifres més (11-AA-111) de color negre sobre un fons blanc. Les plaques són de la mateixa mida que les plaques europees (520 x 110 mm o 520 x 120 mm) i solen tenir la bandera de l'Azerbaidjan i les inicials AZ al costat esquerre.
Des de gener de 2011 les plaques incorporen un xip RFID TAG subministrat per l'empresa portuguesa Porta Saber, l'etiqueta RFID es col·loca a la cantonada inferior esquerra de la placa sota de la bandera i les inicials AZ.

## Codificació
Molt semblant a les plaques de matrícula turques (que a l'hora és una versió invertida del primer sistema utilitzat a França), les dues primeres xifres indiquen el departament on està matriculat el vehicle.
Tot i que la regió de Nagorno Karabakh de iure a l'Azerbaidjan, ja que no ha rebut el reconeixement de la comunitat d'estats a nivell internacional, de facto és independent i ha constituït la República d'Artsakh.
A continuació es mostra una llista de les xifres dígits i els departaments corresponents:
- 01 - Absheron
- 02 - Ağdam (sota control armeni)
- 03 - Ağdaş
- 04 - Ağcabədi
- 05 - Ağstafa
- 06 - Ağsu
- 07 - Astara
- 08 - Balakən
- 09 - Bərdə
- 10 - Bakú
- 11 - Beyləqan
- 12 - Biləsuvar
- 13 - no utilitzat
- 14 - Cəbrayıl (sota control armeni)
- 15 - Cəlilabad
- 16 - Daşkəsən
- 17 - Şabran
- 18 - Shirvan
- 19 - Füzuli (part occidental sota control armeni)
- 20 - Gəncə
- 21 - Gədəbəy
- 22 - Goranboy
- 23 - Göyçay
- 24 - Hacıqabul
- 25 - Göygöl
- 26 - Xankəndi (sota control armeni)
- 27 - Xaçmaz
- 28 - Xocavənd (sota control armeni)
- 29 - Xızı
- 30 - İmişli
- 31 - İsmayıllı
- 32 - Kəlbəcər (sota control armeni)
- 33 - Kürdəmir
- 34 - Qax
- 35 - Qazax
- 36 - Qəbələ
- 37 - Qobustan
- 38 - Qusar
- 39 - Qubadlı (sota control armeni)
- 40 - Quba
- 41 - Laçın (sota control armeni)
- 42 - Lənkəran Ciutat
- 43 - Lənkəran Districte
- 44 - Masallı
- 45 - Mingəçevir
- 46 - Naftalan
- 47 - Neftçala
- 48 - Oğuz
- 49 - Saatlı
- 50 - Sumqayıt
- 51 - Samux
- 52 - Salyan
- 53 - Siyəzən
- 54 - Sabirabad
- 55 - Şəki
- 56 - Şamaxı
- 57 - Şəmkir
- 58 - Şuşa (sota control armeni)
- 59 - Tərtər (sota control armeni)
- 60 - Tovuz
- 61 - Ucar
- 62 - Zaqatala
- 63 - Zərdab
- 64 - Zəngilan (sota control armeni)
- 65 - Yardımlı
- 66 - Yevlax
- 67 - Babək (Part de la República Autònoma de Nakhtxivan)
- 68 - Şərur (Part de la República Autònoma de Nakhtxivan)
- 69 - Ordubad (Part de la República Autònoma de Nakhtxivan)
- 70 - Nakhtxivan ciutat (Part de la República Autònoma de Nakhtxivan)
- 71 - Şahbuz (Part de la República Autònoma de Nakhtxivan)
- 72 - Culfa (Part de la República Autònoma de Nakhtxivan)
- 85 - Nakhtxivan ciutat (Part de la República Autònoma de Nakhtxivan)
- 90 - Bakú
- 99 - Bakú